# Jonction communicante
Pour les articles homonymes, voir Nexus.

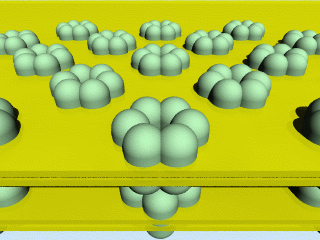
Reconstitution tridimensionnelle par ordinateur de l'aspect des jonctions communicantes (image de synthèse)

Les jonctions communicantes, aussi appelées jonctions gap ou macula communicans ou nexus ou jonctions lacunaires ou encore jonctions perméables, sont des jonctions intercellulaires mettant en relation le cytoplasme de deux cellules voisines. Chez l'être humain, les jonctions communicantes se situent principalement dans le système nerveux central (SNC), le cœur, le foie, la rétine, les vaisseaux sanguins et les muscles lisses.

## Structure
La jonction communicante est un assemblage de quelques dizaines à quelques milliers de canaux qui traversent les deux membranes cellulaires, en formant des plaques jonctionnelles. Chaque canal est formé de deux connexons, un par membrane cellulaire. Un connexon est un hexamère de six protéines transmembranaires appelées connexines ménageant entre elles un canal hydrophile de 2 nm de diamètre. Toutes les molécules de taille inférieure et solubles dans l'eau peuvent donc le traverser. Ceci représente à peu près 1 200 Da, C'est la taille d'exclusion des jonctions communicantes (daltons, voir masse atomique).
Les connexines possèdent quatre domaines transmembranaires, dont le troisième, le plus hydrophile, constitue l'intérieur du pore. Les connexines font partie d'une famille multigénique. Il y en a une vingtaine, qui diffèrent seulement par leur extrémité COOH et leur boucle intracellulaire.
L'extrémité COOH (ou extrémité C-terminale, voir la structure des protéines), possède de nombreux domaines de phosphorylation. Cette phosphorylation provoque un changement de conformation de la protéine, ce qui peut amener à la fermeture du canal ou bien à sa perméabilité spécifique : rôle clé dans la régulation fonctionnelle des connexines.
Quand les cellules sont en apoptose, elles font augmenter la concentration intracellulaire en ions calcium Ca2+. Cette augmentation de calcium ferme les canaux, ce qui permet d'isoler les cellules apoptotiques. Ceci n'est pas effectif lors d'un cancer, ce qui provoque la prolifération des cellules cancéreuses.
Les connexons peuvent être homomériques ou hétéromériques, selon s'ils sont formés de connexines identiques ou différentes. Les canaux qui en résultent peuvent être homotypiques ou hétérotypiques si deux connexons qui se font face sont identiques ou non.

## Fonctions
Elles permettent :
- la compartimentation cellulaire lors du développement ;
- le maintien de l'homéostasie tissulaire ;
- le maintien des concentrations et du pH intracellulaire ;
- le comportement synchronisé des cellules ;
- l'amplification de la réponse hormonale (couplage métabolique) ;
- la transmission de signaux (couplage électrique) ;
- la communication entre les cellules.

### Couplage métabolique
Le couplage métabolique permet l'échange de petites molécules. Par exemple, quand une cellule capte une molécule d'hormone, elle va synthétiser un second messager. Par ces jonctions, il va être transmis aux cellules voisines et leur permettre de réagir également à l'hormone, bien qu'elles ne l'aient pas capté directement.

### Couplage électrique
Les membranes cellulaires étant polarisées (environ −70 mv), les jonctions permettent de faire en sorte que toutes les cellules soient au même potentiel. Cette particularité a été plus étudiée chez les invertébrés et plus particulièrement chez les arthropodes. Chez ces derniers, l'axone géant est en réalité constitué d'une multitude d'axone normaux mis en relation par des jonctions communicantes. Dans ces axones, le potentiel d'action se produit partout au même moment et les libérations des transmetteurs aux synapses aussi.
Les jonctions communicantes assurent aussi l'unité électrique dans les épithéliums (où ils sont quasiment systématiques), mais elles ne sont jamais en position apicales.
Plus généralement, il existe chez tous les animaux un type de synapse particulier, appelée synapse électrique où le potentiel d'action se transmet d'une cellule à l'autre via des jonctions communicantes. Ce type de synapse est très rapide et se trouve représenté notamment dans des circuits sensoriels ou neuronaux pour lesquels la rapidité est une nécessité majeure.

## Dynamisme de la jonction
Les jonctions communicantes ne sont pas des structures figées. Elles peuvent s'établir dynamiquement. Le cas le plus spectaculaire est celui de l'utérus des mammifères. Pendant la gestation, les cellules musculaires ne comportent aucune jonction communicante. Même si pour une raison quelconque, une cellule utérine se contracte, cela restera un phénomène isolé, sans conséquence. L'utérus ne peut donc pas se contracter dans sa globalité. Vingt-quatre heures avant la naissance, le taux d'ocytocine augmente et provoque une brutale apparition de jonctions entre toutes les cellules musculaires. Grâce à cela, au cours de l'accouchement, toutes les cellules de l'utérus travailleront ensemble, se contractant toutes au même moment, permettant un fonctionnement coordonné de l'organe. Quarante-huit heures après l'accouchement, les jonctions communicantes disparaissent, l'utérus perd la faculté de se contracter en bloc.